# Georg Schuster (Politiker, 1977)
Georg Schuster (* 6. Mai 1977 in Wien) ist ein österreichischer Politiker der Freiheitlichen Partei Österreichs (FPÖ). Ab dem 9. November 2017 war er vom Wiener Landtag entsandtes Mitglied des Österreichischen Bundesrates. Von März 2019 bis November 2020 war er Abgeordneter zum Wiener Landtag und Mitglied des Wiener Gemeinderates.

## Leben
Georg Schuster besuchte nach der Volksschule, Realgymnasium und Sporthauptschule in Wien von 1993 bis 1996 die Fachschule für wirtschaftliche Berufe Wien und danach bis 1997 einen Aufbaulehrgang für Tourismus in Wien. Anschließend war er Angestellter bei einem Import/Export-Unternehmen und 1998/99 freier Dienstnehmer. Seit 1999 ist er für die Unicredit Business Integrated Solutions Austria GmbH tätig.

## Politik
Georg Schuster war von 1996 bis 2000 Mitglied der FPÖ Wien-Landstraße, seit 2000 ist er Mitglied der Bezirksparteileitung der FPÖ in Wien-Wieden. Seit 2004 gehört er außerdem der Landesparteileitung der FPÖ Wien und seit 2013 der Bundesparteileitung der FPÖ an. Von 2005 bis 2017 war er als Bezirksrat in Wien-Wieden Mitglied der dortigen Bezirksvertretung, von 2005 bis 2010 war er außerdem stellvertretender Klubobmann und von 2010 bis 2017 Klubobmann der Freiheitlichen Bezirksratsfraktion. Seit 2006 fungiert er zudem als stellvertretender Bezirksparteiobmann der FPÖ Wien-Wieden.
Im November 2017 wurde er vom Wiener Landtag in den österreichischen Bundesrat entsandt. Er folgte damit Hans-Jörg Jenewein nach, der in den Nationalrat wechselte. 
Ende März 2019 rückte er für Ulrike Nittmann in der 20. Wahlperiode als Abgeordneter zum Wiener Landtag und Mitglied des Wiener Gemeinderates nach. Sein Bundesratsmandat übernahm Bernd Saurer. Nach der Landtags- und Gemeinderatswahl in Wien 2020 schied er mit 24. November 2020 aus dem Landtag aus.